# Evessen
Evessen là một đô thị ở huyện Wolfenbüttel, trong bang Niedersachsen, nước Đức. Đô thị Evessen có diện tích 17,55 km².